# Lutxana-Burtzeña
Lutxana-Burtzeña est le 8e district de la ville de Barakaldo, dans la Communauté autonome du Pays Basque en Espagne. Il se divise en trois quartiers: Lutxana, Burtzeña et Llano.